# Сулюс

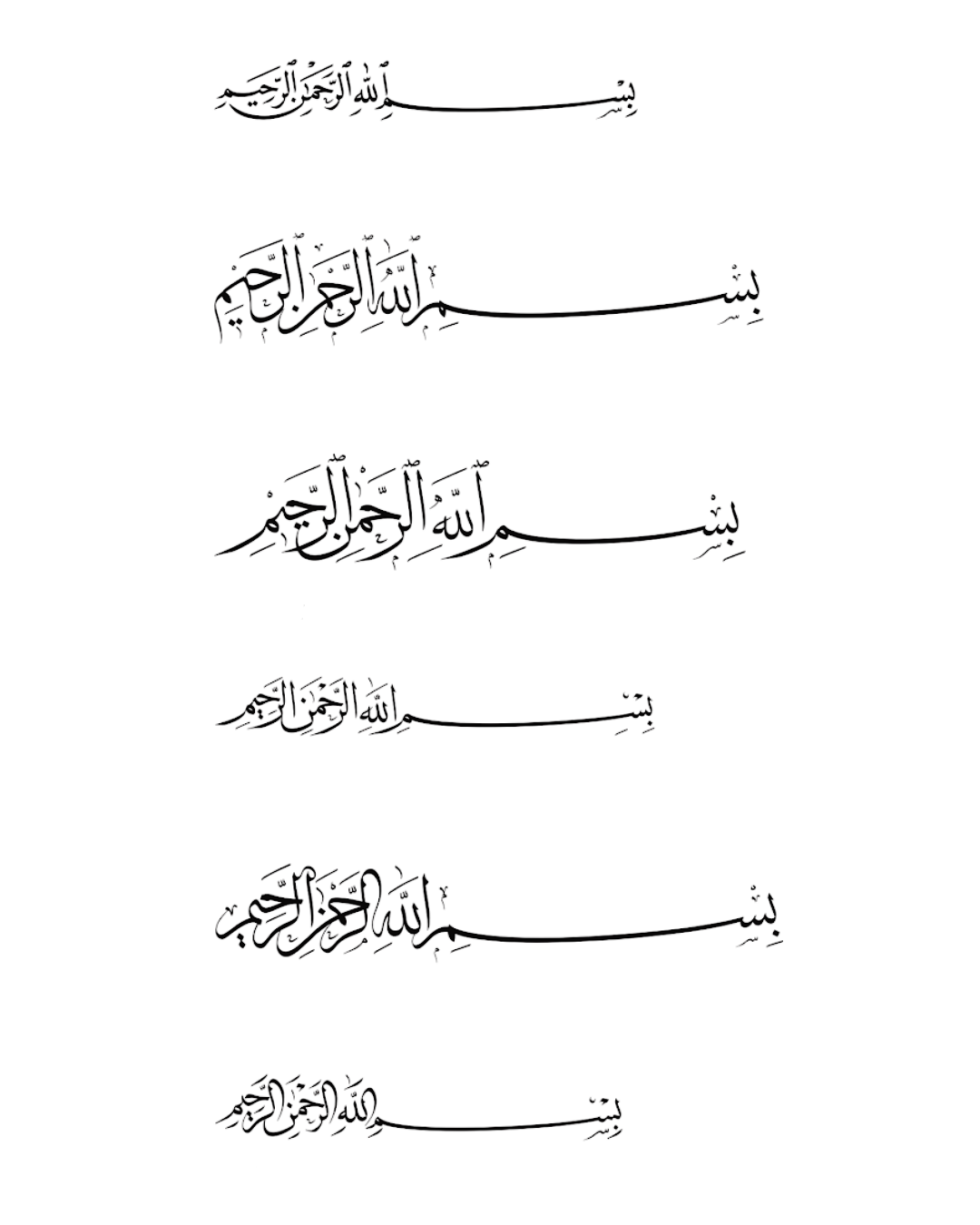
Шесть традиционных арабских почерков (сверху вниз): насх, сулюс, мухаккак, райхан, тауки и рика.

Сулюс (перс. ثلث‎ sols; сюлю́с тур. sülüs; от араб. ثلث‎ [θuˈluθ] — «треть») — один из шести традиционных арабских почерков (аль-аклам ас-ситта). Для стиля сулюс характерны округлые и переплетающиеся формы букв, чаще используется для заглавий, нежели для написания основного текста. В XI веке сулюс вытеснил распространённый до того куфический стиль.